# 知らないどうし
「知らないどうし」（しらないどうし）は、松任谷由実の配信限定シングル。2020年10月23日にユニバーサルミュージックより配信開始した。39枚目のオリジナルアルバム『深海の街』にも収録。

## 概要
- 前作『あなたと 私と』から約2ヶ月ぶりにリリースされたデジタルシングル。EP、CDを含めて、わずか2ヶ月の間隔で新曲がリリースされるのは、アルバムの先行シングルやコラボレーションシングルを除いて、自身最短記録である。

- TBS系列金曜ドラマ『恋する母たち』の主題歌として書き下ろされた。TBS系列のドラマに書き下ろすのは『ついてゆくわ』以来、15年ぶり7作目となった。リリースにあたり松任谷由実は「久々のTBSドラマ主題歌に、燃えました！！」とのコメントを寄せている。[1]

- 本作のタイアップを記念して『Yuming Chord』では、10月31日の放送回から『恋する母たち』の原作者である柴門ふみをゲストに招いてトークが繰り広げられた。また翌週以降もドラマの脚本を務める大石静をゲストに招いて「助けて！恋する私たち～柴門ふみ・大石静・松任谷由実の大・恋愛相談スペシャル～」と題した放送が行われる。[2]

- 配信用ジャケットは、松任谷由実と『恋する母たち』の主人公である石渡杏とのコラボレーション。杏の原画は柴門ふみが本作のために書き下ろしたものである。柴門は前出の番組にて「ユーミンの顔になってるでしょ。」とのコメントをしている。

- 公式Youtubeチャンネルに公開されているプロモーションビデオではシングルと同じ音源が使用されているが、松任谷由実公式サイトのプロモーションビデオの紹介ページではボーカルテイクが異なる別バージョンが使用されている。[3]

## 収録曲
| #  | タイトル                       | 作詞・作曲 | 編曲       | 時間 |
| -- | ------------------------------ | ---------- | ---------- | ---- |
| 1. | 「知らないどうし -Strangers-」 | 松任谷由実 | 松任谷正隆 | 3:49 |